# Ансель
Ансе́ль (фр. Ancelle, окс. Ancela) — коммуна на юго-востоке Франции, регион Прованс — Альпы — Лазурный Берег, департамент — Верхние Альпы, округ — Гап. Входит в состав кантона Сен-Бонне-ан-Шансор.
Код INSEE коммуны — 05004.

## Население
Население коммуны в 2008 году составляло 831 человек.
| 1962 | 1968 | 1975 | 1982 | 1990 | 1999 | 2008 |
| ---- | ---- | ---- | ---- | ---- | ---- | ---- |
| 552  | 589  | 641  | 649  | 600  | 619  | 831  |

## Экономика
Основу экономики составляют сельское хозяйство и животноводство (в основном овцы). С 1950 года развивается семейный туризм.
В 2007 году среди 512 человек в трудоспособном возрасте (15—64 лет) 371 были экономически активными, 141 — неактивными (показатель активности — 72,5 %, в 1999 году было 75,0 %). Из 371 активных работали 353 человека (182 мужчины и 171 женщина), безработных было 18 (6 мужчин и 12 женщин). Среди 141 неактивных 42 человека были учениками или студентами, 63 — пенсионерами, 36 были неактивными по другим причинам.

## Фотогалерея

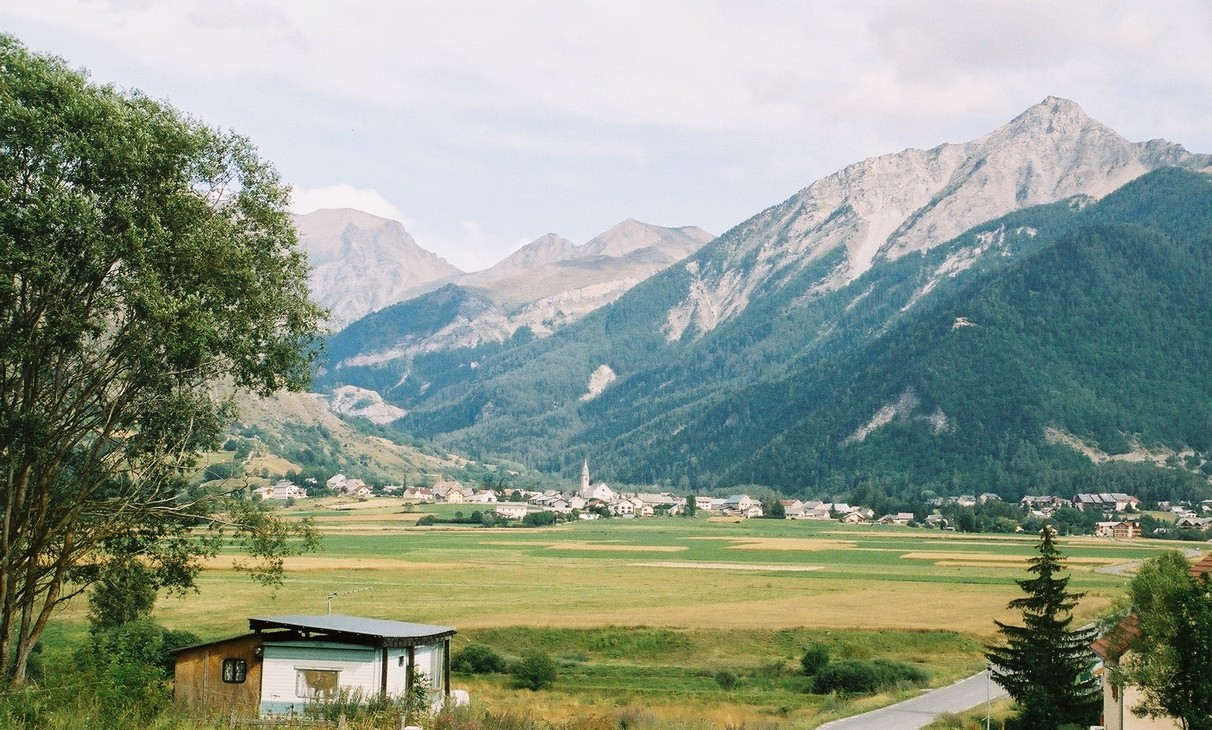
Ансель
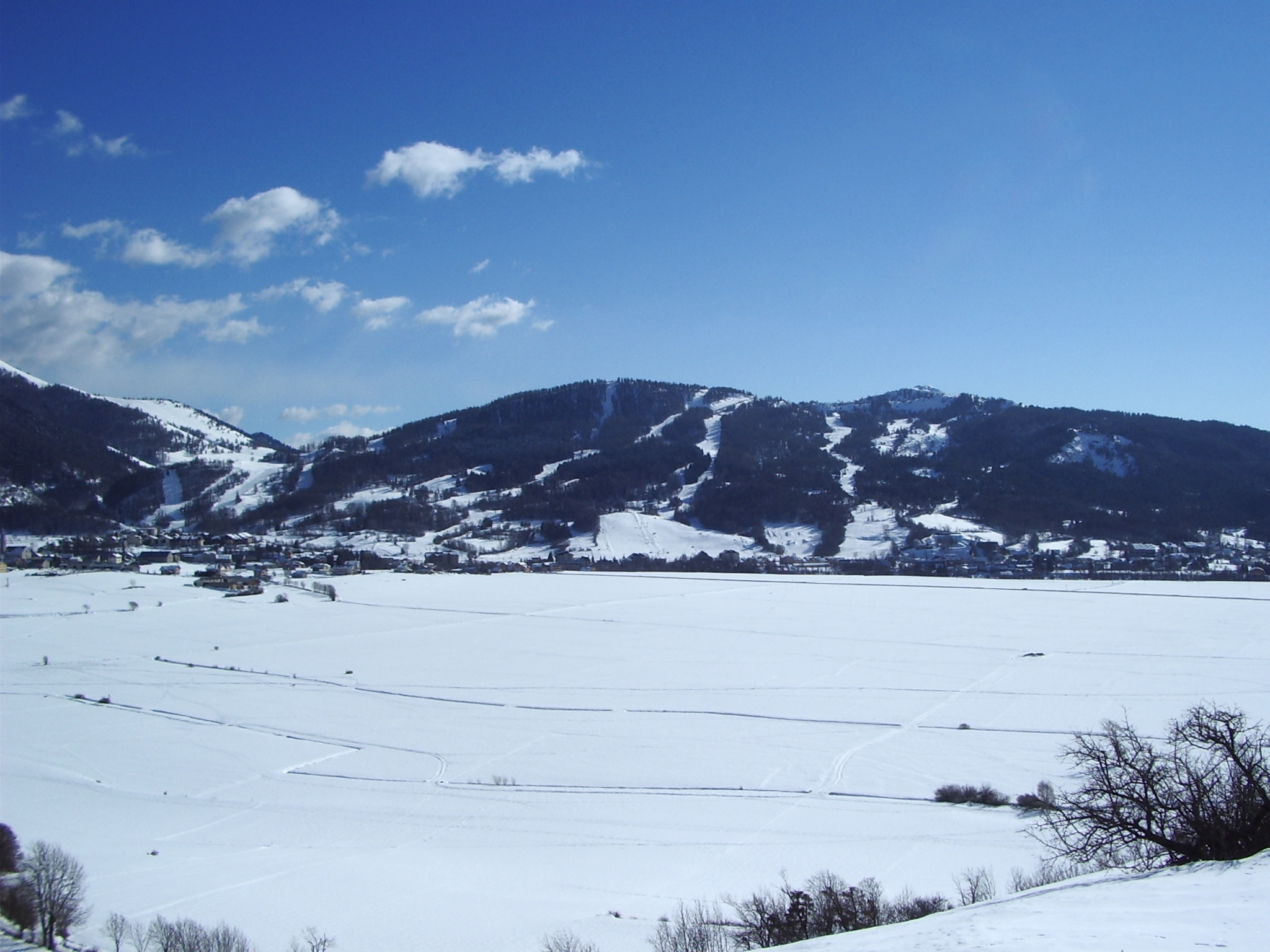
Лыжные трассы
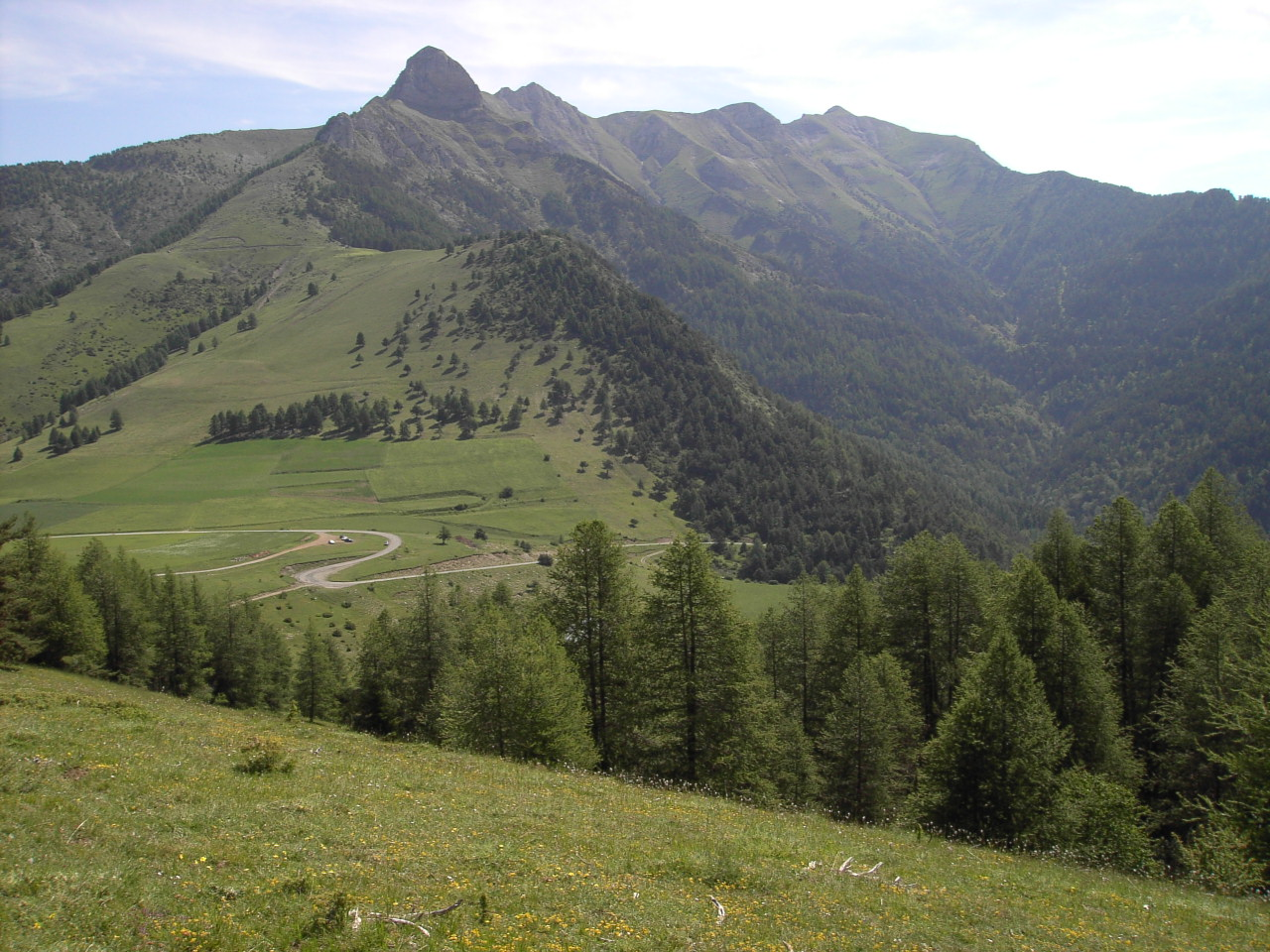